# Ban Fang (huyện)
Ban Fang (tiếng Thái: บ้านฝาง) là một huyện (amphoe) của tỉnh Khon Kaen, đông bắc Thái Lan.

## Lịch sử
Tiểu huyện (king amphoe) Ban Fang đã được thành lập vào ngày 1 tháng 5 năm 1975 từ 4 tambon Nong Bua, Pa Wai Nang, Ban Lao và Non Khong tách ra từ huyện Mueang Khon Kaen. Ngày 25 tháng 3 năm 1979, đơn vị này đã được nâng thành huyện.

## Địa lý
Các huyện giáp ranh (từ phía bắc theo chiều kim đồng hồ): Ubolratana, Mueang Khon Kaen, Phra Yuen, Mancha Khiri và Nong Ruea.

## Hành chính
Huyện này được chia ra thành 7 phó huyện (tambon), các đơn vị này lại được chia thành 74 làng (muban). Thị trấn (thesaban tambon) Ban Fang nằm trên một phần của tambon Ban Fang. Có 7 Tổ chức hành chính tambon.
| STT. | Tên         | Tên Thái | Số làng | Dân số |  |
| ---- | ----------- | -------- | ------- | ------ |  |
| 1.   | Nong Bua    | หนองบัว   | 11      | 6.962  |  |
| 2.   | Pa Wai Nang | ป่าหวายนั่ง | 9       | 7.856  |  |
| 3.   | Non Khong   | โนนฆ้อง   | 10      | 6.055  |  |
| 4.   | Ban Lao     | บ้านเหล่า  | 13      | 10.133 |  |
| 5.   | Pa Manao    | ป่ามะนาว  | 9       | 6.173  |  |
| 6.   | Ban Fang    | บ้านฝาง   | 12      | 10.296 |  |
| 7.   | Khok Ngam   | โคกงาม   | 10      | 5.524  |  |